# Been to Hell
Been to Hell (приблизительный перевод с англ. — «был в аду») — песня рэп-рок-группы Hollywood Undead, второй сингл и первый трек с их второго студийного альбома American Tragedy. Трек стал доступен для скачивания 5 февраля 2011 года, вышел синглом 15 марта, в один день с музыкальным видео. 
...правдивая история о том, что происходит с людьми, приезжающими в Лос-Анджелес. Они хотят стать актёрами, моделями и ещё бог знает кем, и почти все эти мечты становятся... провалом. И жаль, что большинство людей не видят всего этого. Но мы видим, и наша песня — лишь интерпретация этого всего...

## Музыкальное видео
15 марта , официальный клип был выпущен на ITunes , но был доступен бесплатно для людей, которые предварительно заказали альбом от ITunes. 18 марта видео было размещено на официальном сайте группы. На видео группа играет песню на подземной автостоянке. Da Kurlzz играет на перкуссии в то время, как приглашённый музыкант Daren Pfeifer,играет на барабанах в видео без маски. J-Dog исполняет первый куплет, Johnny 3 Tears — второй, Charlie Scene — третий. Припев поет Danny. Charlie Scene делает бэк-вокал. История была написана Jeff Janke и режиссёром  Corey Soria - два директора были друзьями со школы и играли в группах вместе уже много лет. Также в клипе показаны места Лос-Анджелеса: La Brea Avenue, Santa Monica Pier, The Los Angeles Metro system, Hollywood Boulevard, and The Los Angeles Train Station.
В клипе показаны персонажи - актриса, модель и музыкант, которые приехали в Лос-Анджелес, чтобы получить известность благодаря различным профессиям. Первая девушка (в исполнении порно-актрисы Brittany Beth  (BiBi Jones) ), приезжает в город  для модельной съемки, но затем соглашается позировать обнаженной и жертвует своей моралью, чтобы стать моделью. Позже выясняется, что она стала стриптизершей, затем порнозвездой, и окончательно потеряла свой шанс стать моделью. Следующий персонаж - это парень ( его играет Jake Terrell, брат Charlie Scene'а ), который прилетел в Лос-Анджелес с гитарой и пытался найти себе группу, но безуспешно. Он уже пел в ночном клубе, и собирал деньги, играя у обочины дороги. В конце концов он становится техником для Hollywood Undead, как написано у него на пропуске за кулисы. Последним персонажем является девушка-брюнетка ( её играет Amber Janke ), которая приезжает с радостью в Лос-Анджелес и рассматривает достопримечательности. Она посещает Голливудскую аллею славы, а затем пытается стать актрисой. На протяжении всего видео она ходит на просмотры и уходит разочарованной. Также она зачеркивает дни в её расписании прослушиваний. В конце концов она становится официанткой. Позже она находит одну из её фотографий с прослушивания, на которую кто-то разлил кофе в закусочной где она работает. Видео заканчивается тем, как подавленная брюнетка Amber Goetz спрыгивает со знака "HOLLYWOOD", совершая самоубийство. 3 истории персонажей смешиваются с клипом, символизируя отказ от мечты о славе, который является основной идеей, представленной в словах песни.

## Позиции в чартах
| Чарт (2011)                           | Наивысшая позиция |
| ------------------------------------- | ----------------- |
| US Heatseeker Songs (Billboard)       | 13                |
| US Bubbling Under Hot 100 (Billboard) | 2                 |

## Участники
Hollywood Undead
- Charlie Scene — вокал, соло-гитара
- Da Kurlzz — ударные, перкуссия, скриминг, бэк-вокал
- Danny — вокал, скриминг
- Funny Man — бэк-вокал
- J-Dog — клавишные, синтезатор, ритм-гитара, бас-гитара, вокал
- Johnny 3 Tears — вокал
- Daren Pfeifer - ударные

Продюсеры
- Don Gilmore
- Jeff Janke
- Corey Soria

Актеры
- Brittany Beth  (BiBi Jones)
- Peter North
- Jake Terrell
- Amber Janke